# Golfe na Universíada de Verão de 2011
O golfe na Universíada de Verão de 2011 foi disputado no Mission Hills Golf Club, em Shenzhen, China, entre 17 e 20 de agosto de 2011.

## Medalhistas
Masculino
| Evento              | Ouro                                                                          | Prata                                                                         | Bronze                                                                                      |        |        |        |
| Equipe              | Equipe                                                                        | Equipe                                                                        | Equipe                                                                                      | Equipe | Equipe | Equipe |
| ------------------- | ----------------------------------------------------------------------------- | ----------------------------------------------------------------------------- | ------------------------------------------------------------------------------------------- | ------ | ------ | ------ |
| Equipe detalhes     | JPN Japão Yoshinori Fujimoto Hideto Kobukuro Hideki Matsuyama Shinji Tomimura | ITA Itália Andrea Bolognesi Leonardo Motta Niccolo Quintarelli Lorenzo Scotto | MEX México Mauricio Azcue Pederzoli Rodolfo Cazaubon Carlos Ortiz Gerardo Ruiz de la Concha |        |        |        |
| Individual          |                                                                               |                                                                               |                                                                                             |        |        |        |
| Individual detalhes | JPN Hideki Matsuyama                                                          | JPN Yoshinori Fujimoto                                                        | ITA Andrea Bolognesi                                                                        |        |        |        |

Feminino
| Evento              | Ouro                                                 | Prata                                   | Bronze                                                               |        |        |        |
| Equipe              | Equipe                                               | Equipe                                  | Equipe                                                               | Equipe | Equipe | Equipe |
| ------------------- | ---------------------------------------------------- | --------------------------------------- | -------------------------------------------------------------------- | ------ | ------ | ------ |
| Equipe detalhes     | TPE Taipé Chinês Lin Tzuchi Liu Yi-chen Yao Hsuan-yu | CHN China Li Jiayun Xu Yue Zhang Yuyang | USA Estados Unidos Brooke Beeler Catherine O'Donnell Caroline Powers |        |        |        |
| Individual          |                                                      |                                         |                                                                      |        |        |        |
| Individual detalhes | TPE Lin Tzuchi                                       | CZE Katerina Ruzickova                  | KOR Ko Min Jeong                                                     |        |        |        |

## Quadro de medalhas
| Ordem | País               | Medalha de ouro | Medalha de prata | Medalha de bronze | Total |
| ----- | ------------------ | --------------- | ---------------- | ----------------- | ----- |
| 1     | JPN Japão          | 2               | 1                |                   | 3     |
| 2     | TPE Taipé Chinês   | 2               |                  |                   | 2     |
| 3     | ITA Itália         |                 | 1                | 1                 | 2     |
| 4     | CHN China          |                 | 1                |                   | 2     |
|       | CZE Chéquia        |                 | 1                |                   | 2     |
| 6     | MEX México         |                 |                  | 1                 | 1     |
|       | KOR Coreia do Sul  |                 |                  | 1                 | 1     |
|       | USA Estados Unidos |                 |                  | 1                 | 1     |
| TOTAL | TOTAL              | 4               | 4                | 4                 | 12    |